# 1951 NBA Draft
Draft w 1951 odbył się w 12 rundach, w których wybrano 87 zawodników.

## Runda pierwsza
| Nr | Zawodnik          | Drużyna NBA            | College/HS/Drużyna                         |
| -- | ----------------- | ---------------------- | ------------------------------------------ |
| 1  | Gene Melchiorre   | Baltimore Bullets      | Bradley                                    |
| 2  | Mel Hutchins      | Tri-Cities Blackhawks  | Brigham Young                              |
| 3  | Marcus Freiberger | Indianapolis Olympians | Oklahoma                                   |
| 4  | Zeke Sinicola     | Fort Wayne Pistons     | Niagara                                    |
| 5  | John McConathy    | Syracuse Nationals     | Northwestern State University              |
| 6  | Ed Smith          | New York Knicks        | Harvard                                    |
| 7  | Ernie Barrett     | Boston Celtics         | Kansas State                               |
| 8  | Sam Ranzino       | Rochester Royals       | NC State                                   |
| 9  | Don Sunderlage    | Philadelphia Warriors  | University of Illinois at Urbana-Champaign |

## Runda druga
| Nr | Zawodnik      | Drużyna NBA             | College/HS/Drużyna      |
| -- | ------------- | ----------------------- | ----------------------- |
| 10 | Whitey Skoog  | Minneapolis Lakers      | Minnesota               |
| 11 | Jack Stone    | Baltimore Bullets       | Kansas State            |
| 12 | Lew Hitch     | Minneapolis Lakers      | Kansas State            |
| 13 | Bill Gossett  | Tri-Cities Blackhawks   | Colorado State          |
| 14 | Jack Kiley    | Fort Wayne Pistons      | Syracuse                |
| 15 | Don Savage    | Syracuse Nationals      | LeMoyne College         |
| 16 | Roland Minson | New York Knickerbockers | Brigham Young           |
| 17 | Bill Garrett  | Boston Celtics          | Indiana                 |
| 18 | Ray Ragelis   | Rochester Royals        | Northwestern University |
| 19 | Mel Payton    | Philadelphia Warriors   | Tulane                  |